# ALK Airlines
ALK Airlines è una compagnia aerea charter con sede a Sofia, Bulgaria, e con hub principale all'aeroporto di Sofia.

## Storia
La compagnia aerea è stata fondata nel 2016 e originariamente voleva iniziare le operazioni con due Fokker F100 di Insel Air. Tuttavia, una delle due macchine fu venduta a Iran Air nel giugno 2016; l'altra macchina ha continuato a volare fino alla primavera del 2017. ALK Airlines è oggi l'unico operatore di McDonnell Douglas MD-82 in Bulgaria, insieme a European Air Charter. La compagnia aerea fa parte di Air Lubo. La società ha ricevuto il certificato di operatore aereo (COA) nel 2013.

## Flotta

### Flotta attuale
A settembre 2024 la flotta di ALK Airlines è così composta:

### Flotta storica

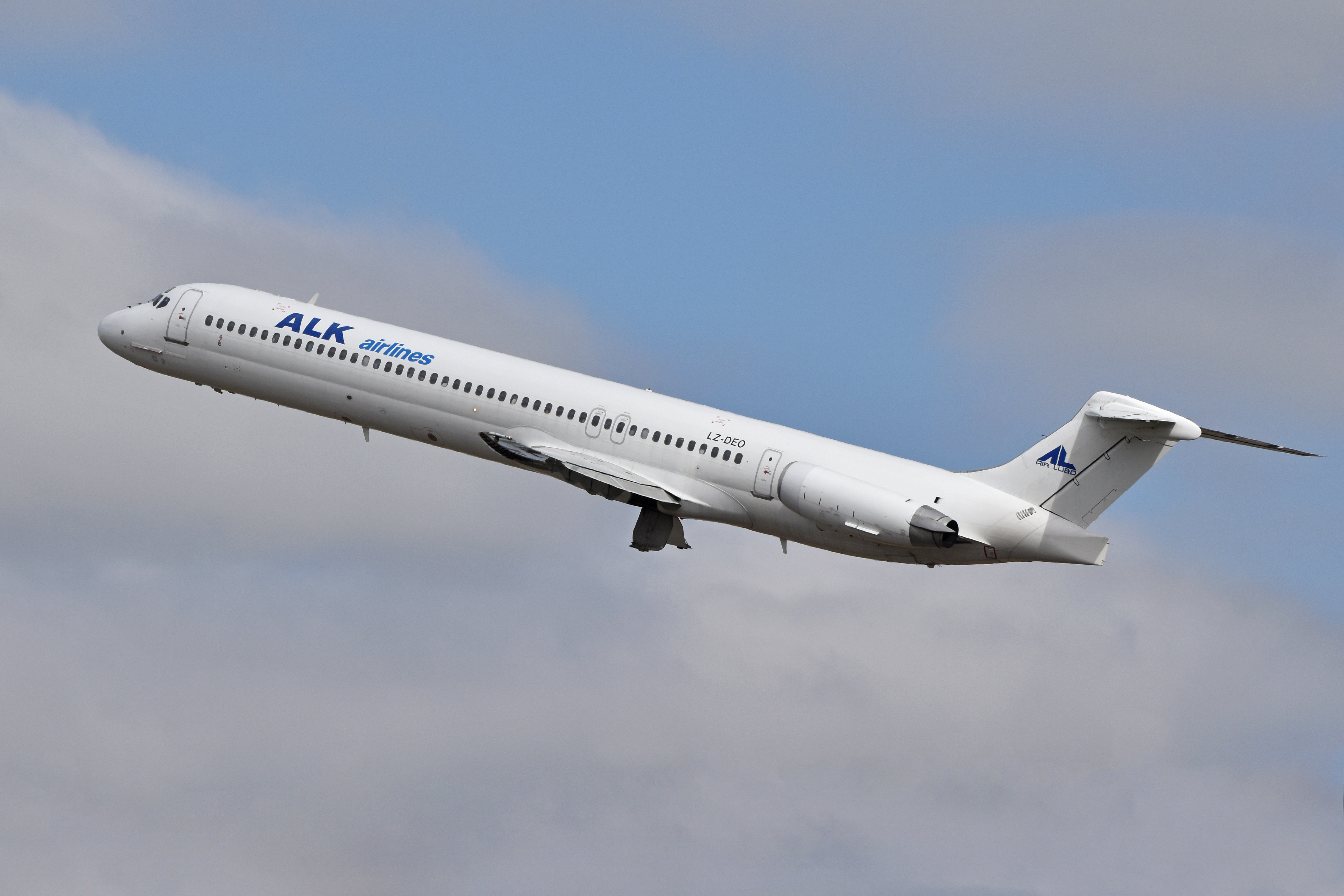
Un McDonnell Douglas MD-82.

ALK Airlines operava in precedenza con i seguenti aeromobili:

## Incidenti
- Il 17 giugno 2019, un Boeing 737-300 che effettuava il volo VBB-7205 da Pristina, Kosovo, a Basilea, Svizzera, incontrò una forte turbolenza a circa 32 000 piedi (9 800 m) che fece sbalzare passeggeri, articoli di servizio e assistenti di volo contro il soffitto, provocandogli delle lesioni. Venne riferito che l'esperienza fu simile a quella dell'assenza di peso. 10 passeggeri vennero portati in ospedale dopo l'atterraggio.[8]